# 5916 van der Woude
Az 5916 van der Woude (ideiglenes jelöléssel 1991 JD1) a Naprendszer kisbolygóövében található aszteroida. Eleanor F. Helin fedezte fel 1991. május 8-án.